# Рио-де-Жанейро (станция метро)
Рио-де-Жанейро (исп. Río de Janeiro) — станция Линии A метрополитена Буэнос-Айреса. Станция расположена между станциями Кастро Баррос и Акойт.

## Местоположение
Станция расположена на проспекте Авенида Ривадавия в месте его пересечения с улицами Авенида Ла-Плата и Рио-де-Жанейро, на границе районов Альмагро и Кабальито. В качестве характерного цвета для станции, колонн и интерьера выбран тёмно-серый. Стены покрыты белой и бежевой плиткой.

## История
Эта станция принадлежит второй части линии, открытой 1 апреля 1914 года, объединившей станции Рио-де-Жанейро и Площадь Мая.
Её название происходит от улицы расположенной рядом со станцией, которая названа в честь бразильского города.

## Городские достопримечательности
Рядом со станцией находятся: кинокомплекс, городская больница стоматологии «Dr. José Dueñas», учебные заведения, а также отсюда начинается торговый район Caballito.

## Галерея

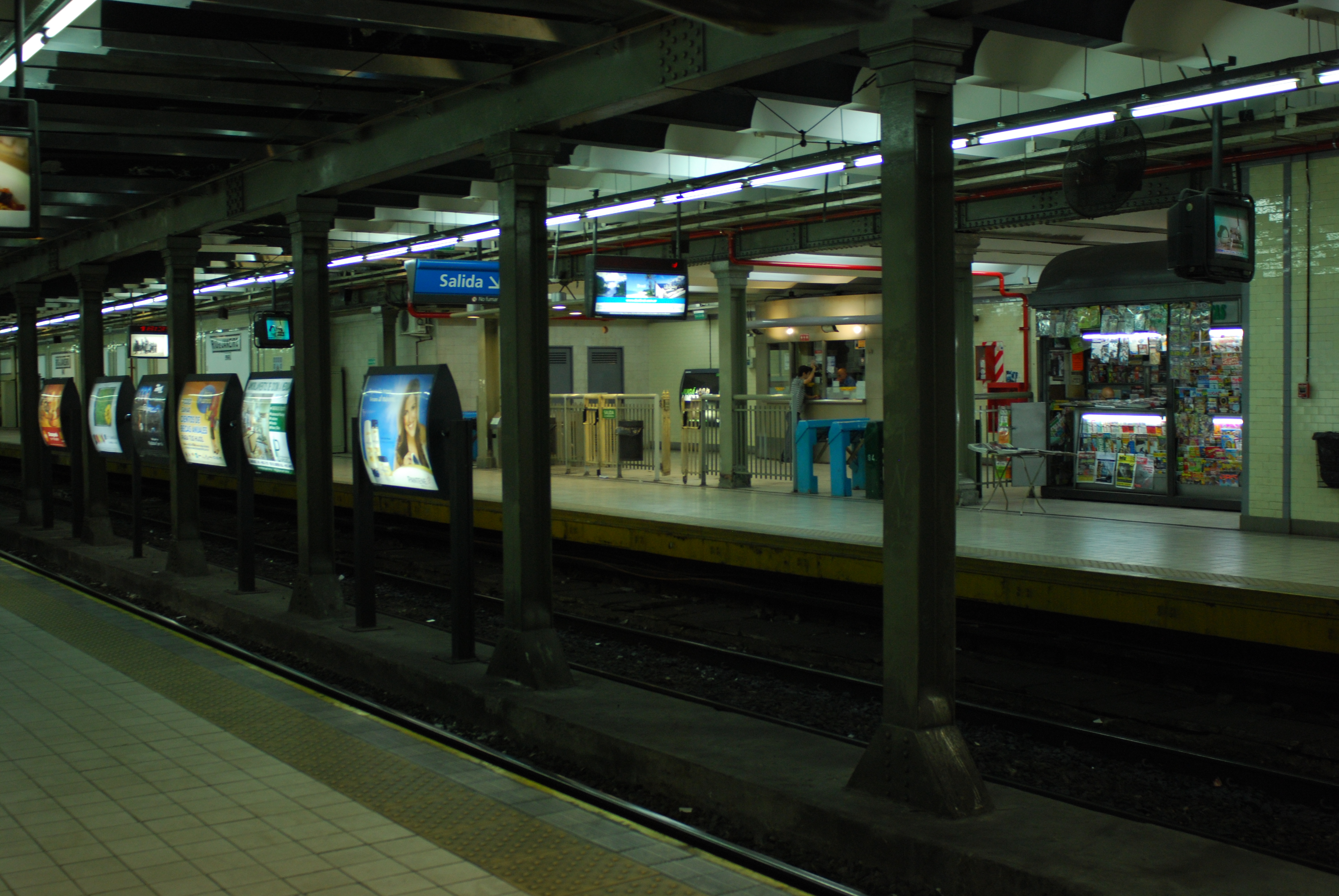
Вид станции
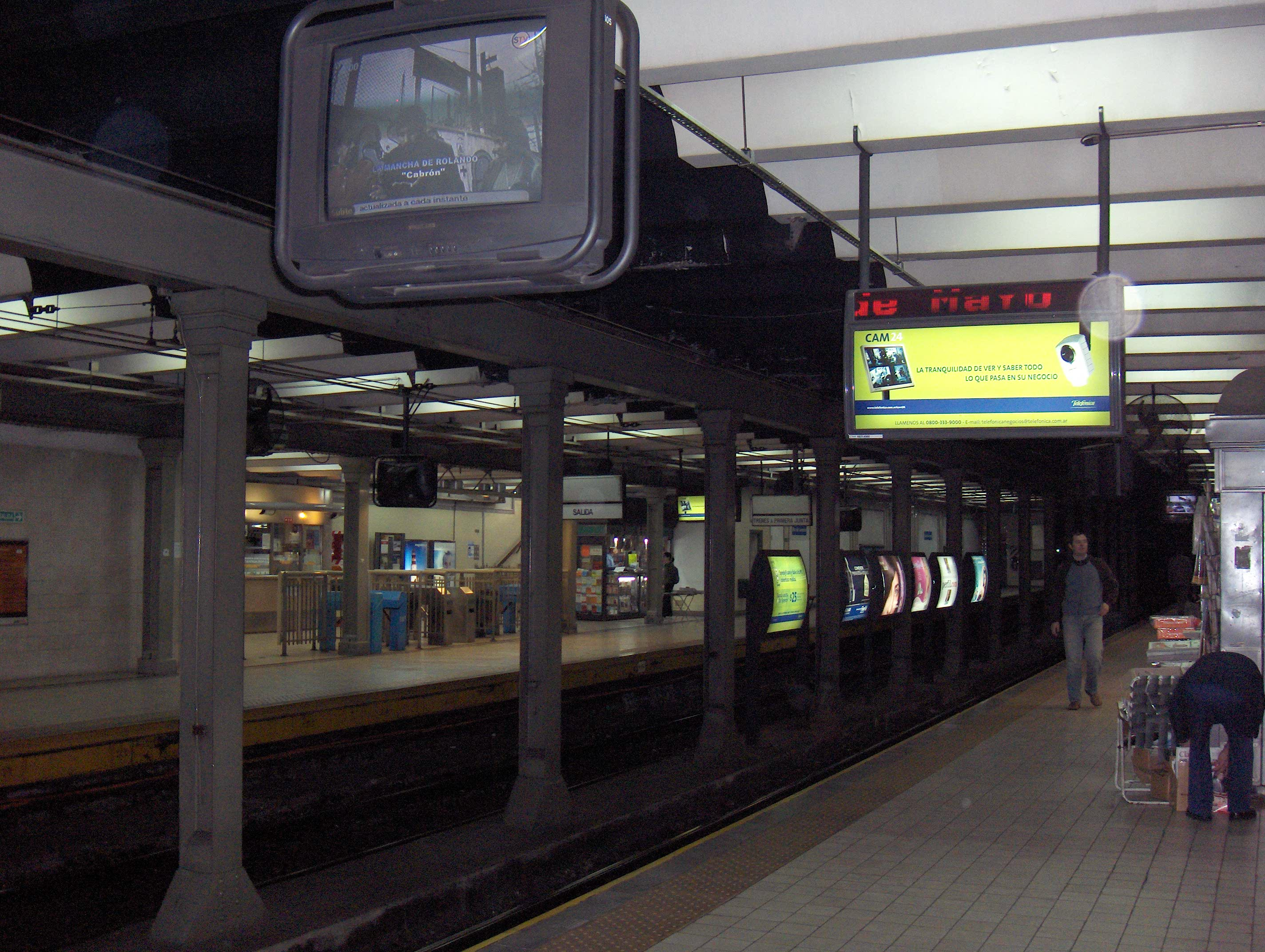
Вид станции
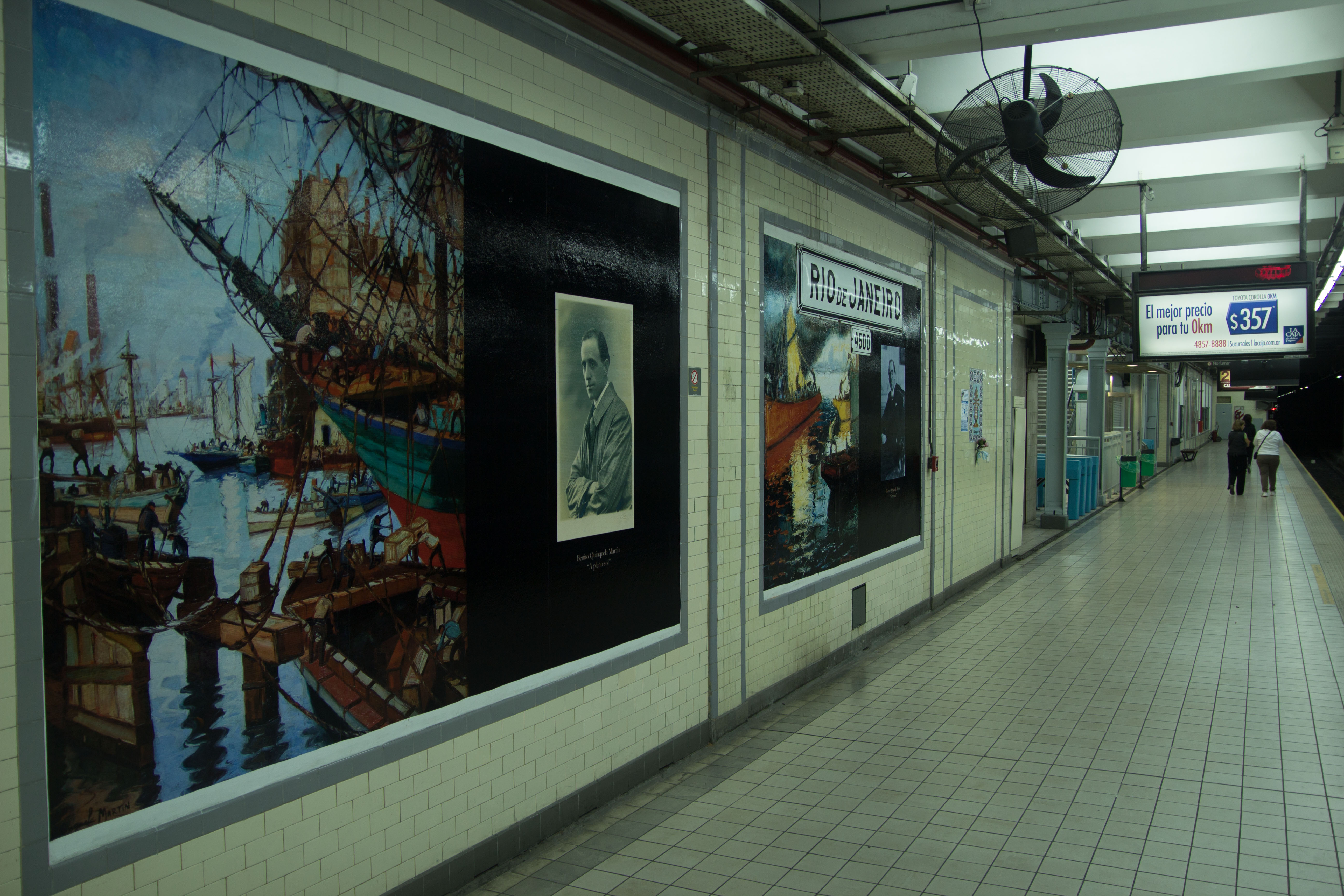
Интерьер станции
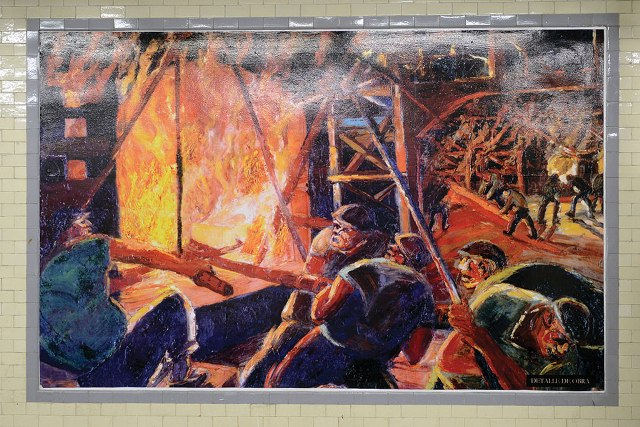
Встраиваемые настенные картины
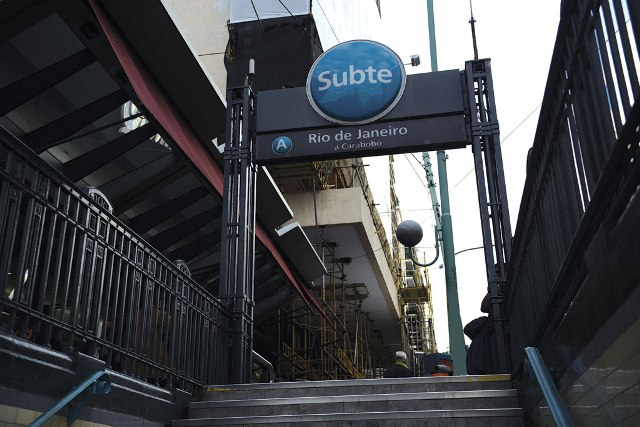
Вид с улицы